# Sandra James
Sandra James (...) è un'atleta paralimpica, nuotatrice e tennistavolista zimbabwese.
Sandra James vinse cinque medaglie paralimpiche ai Giochi del 1972 in rappresentanza della Rhodesia, gareggiando nel nuoto e nelle gare di atletica leggera. Nel 1976, non prese parte ai Giochi a causa della guerra civile in Rhodesia. Nel 1980, vinse sei medaglie d'argento per lo Zimbabwe disputando le gare di nuoto, atletica leggera, bowls e tennistavolo.

## Palmarès

### Per laRhodesia
| Anno | Manifestazione     | Sede       | Evento                                       | Risultato | Prestazione | Note |
| ---- | ------------------ | ---------- | -------------------------------------------- | --------- | ----------- | ---- |
| 1972 | Giochi paralimpici | Heidelberg | Atletica leggera - Lancio del giavellotto 1A | Oro       |             |      |
| 1972 | Giochi paralimpici | Heidelberg | Atletica leggera - Getto del peso 1A         | Argento   |             |      |
| 1972 | Giochi paralimpici | Heidelberg | Atletica leggera - Lancio del disco 1A       | Bronzo    |             |      |
| 1972 | Giochi paralimpici | Heidelberg | Nuoto - 25 metri stile libero 1A             | Oro       |             |      |
| 1972 | Giochi paralimpici | Heidelberg | Nuoto - 25 metri rana 1A                     | Argento   |             |      |

### Per loZimbabwe
| Anno | Manifestazione     | Sede   | Evento                                   | Risultato | Prestazione | Note |
| ---- | ------------------ | ------ | ---------------------------------------- | --------- | ----------- | ---- |
| 1980 | Giochi paralimpici | Arnhem | Atletica leggera - Lancio della clava 1A | Argento   |             |      |
| 1980 | Giochi paralimpici | Arnhem | Atletica leggera - Getto del peso 1A     | Argento   |             |      |
| 1980 | Giochi paralimpici | Arnhem | Atletica leggera - Lancio del disco 1A   | Argento   |             |      |
| 1980 | Giochi paralimpici | Arnhem | Nuoto - 25 metri rana 1A                 | Argento   |             |      |
| 1980 | Giochi paralimpici | Arnhem | Bowls - Doppio 1A-1B                     | Argento   |             |      |
| 1980 | Giochi paralimpici | Arnhem | Tennistavolo - Individuale 1 A           | Argento   |             |      |